# Tomopterus staphylinus
Tomopterus staphylinus är en skalbaggsart som beskrevs av Audinet-serville 1833. Tomopterus staphylinus ingår i släktet Tomopterus och familjen långhorningar.
Artens utbredningsområde är:
- Paraguay.
- Uruguay.

Inga underarter finns listade i Catalogue of Life.